# 벙어리 삼룡 (1964년 영화)
본 문서의 이해를 돕기 위한 비자유 그림이 있습니다. 
링크의 파일을 직접 올려 주세요
"벙어리 삼룡"(Deaf Samryong)은 김강윤 각색, 신상옥 감독의 1964년 한국의 흑백영화이다. 나도향의 소설 벙어리 삼룡이를 원작으로 했다.

## 줄거리
오생원의 집에 삼룡이라는 벙어리 머슴이 있었는데 그는 지지리도 못생긴 데다 땅딸보에 옴두꺼비처럼 볼상 사나웠지만 마음씨가 곱고 성실하며 부지런했다. 평생 눈치로만 살아온 그는 심술궂은 오생원의 3대 독자 광식에게 온갖 수모를 받지만 그래도 충성을 다하는 머슴이다. 스물 세 살이 되도록 이성을 모르는 벙어리 삼룡(三龍)이가 광식이 장가를 들게 되면서 파란이 일어난다. 그러나 광식은 식모 추월(도금봉)에게 빠져서 순덕을 구박할 뿐 색시 방에는 얼씬도 하지 않는다. 순덕을 밉게 보는 광식은 사소한 것을 트집잡아 순덕을 구타하고 또 삼룡이를 괴롭힌다. 그럴수록 삼룡은 순덕 아씨에 대한 안타까운 연민을 느낀다.
언덕위에 무료하게 앉아 있는 순덕 아씨(최은희)앞에서 삼룡이(김진규)가 뎅그르르 몸을 굴르며 재주를 넘자, 순덕 아씨는 배를 잡고 웃는다. "재미있는냐？"는 표시를 손짓·발짓으로 보이던 삼룡은 신이 나서 자꾸 뒹군다. 물론 그 다음날은 허리를 삐어서 고생을 했지만, 사랑하는 순덕 아씨의 웃던 모습을 생각해 보면 그까짓 아픈 것이 대수랴! 점차 순덕 아씨에 이상한 마음이 자리잡기 시작한다.

그러던 어느 날 광식과 추월이 물레방앗간에서 정사를 나누는 것을 보고 이 사실을 추월의 남편(범실)에게 알린다. 가뜩이나 아씨를 두둔한다고 해서 눈 밖에 나 있던 삼룡은 이 일로 광식에게 죽도록 두들겨 맞고 집에서 쫓겨난다. 그 날 오생원의 집에는 원인을 알 수 없는 불이 난다. 삼룡은 불길 속에서 오생원과 큰 마님을 구하고 이미 사세가 틀렸다고 사람들이 만류함에도 불구하고 다시 불구덩이 속으로 들어갔으나 밖으로 나오지 못하고 순덕 아씨를 안고 타오르는 지붕위로 올라가 그의 무릎 위에 다소곳이 눕히고 그녀와 함께 안타까운 죽음을 맞이한다.

## 개요
신상옥 감독은 이 작품을 더욱 현대적인 감각으로 처리하되, 일종의 리얼리즘 수법을 사용하여 흥행에 성공을 하게 되었다. 제4회 대종상에서 작품·감독·음악상을 받고 제12회 아시아 영화제 남우 주연상(김진규)을 받았다.

## 등장 인물
- 김진규 - 벙어리 삼룡 역
- 최은희 - 순덕아씨 역
- 박노식 - 오광식(오생원의 아들) 역
- 최남현 - 오생원 역
- 한은진 - 오생원 부인 역
- 도금봉 - 추월(범실댁)역
- 최성호
- 서월영
- 박지현
- 정득순

## 만든 사람들
- 감독 - 신상옥
- 조감독 - 임원식
- 제작 - 신상옥
- 각본 - 김강윤
- 원작 - 나도향
- 음악 - 정윤주
- 촬영 - 김종래
- 조명 - 마용천
- 효과 - 이상만
- 편집 - 오성환
- 미술 - 송백규
- 배급 신필름
- 녹음 - 강신규, 이상만
- 기획 - 황남
- 촬영팀 - 홍석정
- 조명팀 - 권수용
- 기록 - 최은성
- 현상 - 대영
- 주임 - 최승민

## 수상 경력
- 1965년 제1회 "백상예술대상" 영화부문 대상 - 김진규
- 1965년 제1회 "백상예술대상" 영화부문 작품상
- 1965년 제1회 "백상예술대상" 영화부문 감독상 신상옥
- 1965년 제1회 "백상예술대상" 영화부문 각본상 김강윤
- 1965년 제4회 "대종상" 최우수 작품상
- 1965년 제4회 "대종상" 공로상 신필름
- 1965년 제4회 "대종상" 감독상 신상옥
- 1965년 제4회 "대종상" 음악상 정윤주
- 1965년 제8회 "부일영화상" 남우주연상 김진규
- 1965년 제8회 "부일영화상"각본상 김강윤
- 1965년 제12회 "아시아태평양영화제"남우주연상 김진규
- 1965년 제12회 "아시아태평양영화제"작품상
- 제26회 베니스영화제 - 장려상
- 제15회 베를린영화제 - 출품
- 제9회 샌프란시스코영화제 - 출품
- 제13회 시드니영화제 - 출품
- 제37회 아카데미영화제 - 출품
- 제15회 멜본영화제 - 출품

## 같이 보기
- 벙어리 삼룡 - 나운규 감독의 1929년 영화
- 벙어리 삼룡이 - 나도향의 단편 소설